# ريان روس
جورج ريان روس الثالث (بالإنجليزية: George Ryan Ross III)‏ (ولد يوم 30 غشت 1986) هو موسيقي ومغن وكاتب أغان أمريكي معروف بعمله كعازف الغيتار الرئيسي وكاتب الأغاني الأولي لفرقة بانيك! آت ذا ديسكو قبل مغادرته لها سنة 2009. روس وعازف غيتار البيس السابق لبانيك! جون وولكر هما العضوان المؤسسان لفرقة ذا يونغ فينز التي كان روس المغني الرئيسي فيها وانفصلت سنة 2010.

## السيرة

### البدايات الموسيقية (1998–2004)
ولد روس بلاس فيغاس في نيفادا. عندما كان في سن الثانية عشر حصل على غيتار كهدية في عيد الميلاد، فبدأ بالعزف مع صديقه سبينسر سميث الذي حصل على طاقم طبول. عزف روس و سميث عموما أغاني مقلدة لفرقة بلينك-182 وقام روس بغنائها، وسميا فرقتهما «بيت سلماندر». كتب روس كلمات أول أغنية له عندما كان في عمر الرابعة عشر.
تعاونا مع برينت ويلسون وفتى آخر يدعى تريفور هويل ليكونوا «سامر ليغ» قبل لقائهم ببرندن يوري لتأسيس بانيك! آت ذا ديسكو.

### بانيك! آت ذا ديسكو (2004–2009)

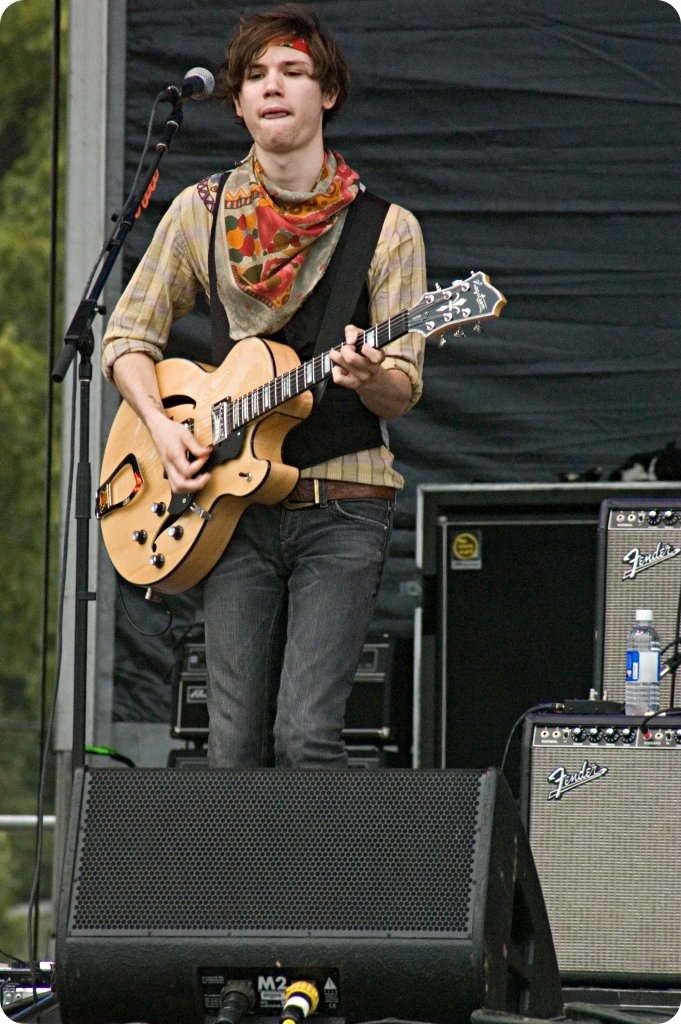
راين روس يعزف مع بانيك! آت ذا ديسكو سنة 2007.

أسس روس و سبينسر سميث فرقة بانيك! آت ذا ديسكو سنة 2004، وانضم إليهما لاحقا كل من برينت ويلسون و برندن يوري. سجل ألبوم الفرقة الأول «حمى لا تستطيع أن تتجاوزها» بين يونيو وشتنبر سنة 2005 وصدر في 27 شتنبر 2005.
عادت الفرقة بعد نجاح ألبومها الأول إلى الاستوديو في أكتوبر 2007 لتسجيل ما سيصبح ألبوم الاستوديو الثاني للفرقة «غريب. جدا.»، والذي صدر يوم 25 مارس 2008 وكان مختلفا بشكل كبير عن الألبوم الأول للفرقة. كان هذا آخر ألبوم استوديو لبانيك! آت ذا ديسكو يساهم فيه روس، إلى أن ورد اسمه بين الأعضاء المساهمين في كتابة ألبوم الاستوديو الثالث للفرقة «عادات سيئة وفضائل».

### ذا يونغ فينز (2009–2010)
في 13 يوليوز 2009 تحدث روس في مقابلة مع إم تي في عن مغادرته لبانيك! آت ذا ديسكو، قال أن «إنقسام الفرقة كان مقدرا لكن الفكرة استغرقت بعض الوقت ليدركها الجميع». ذكر روس أنه لا يزال صديقا جيدا للأعضاء المتبقين بالفرقة وأنهم تحدثوا مؤخرا، وتحدث أيضا عن مشروعه القادم مع وولكر قائلا «انا ووولكر نكتب أغاني (مع روب ماثيس منتج ألبوم»غريب. جدا.«) بسرعة البرق، وسنكشف ثمار عملنا قريبا». أسسا بعد ذلك فرقة تحت اسم ذا يونغ فينز وأصدرا أغنية «تغييرات» على الأنترنيت.

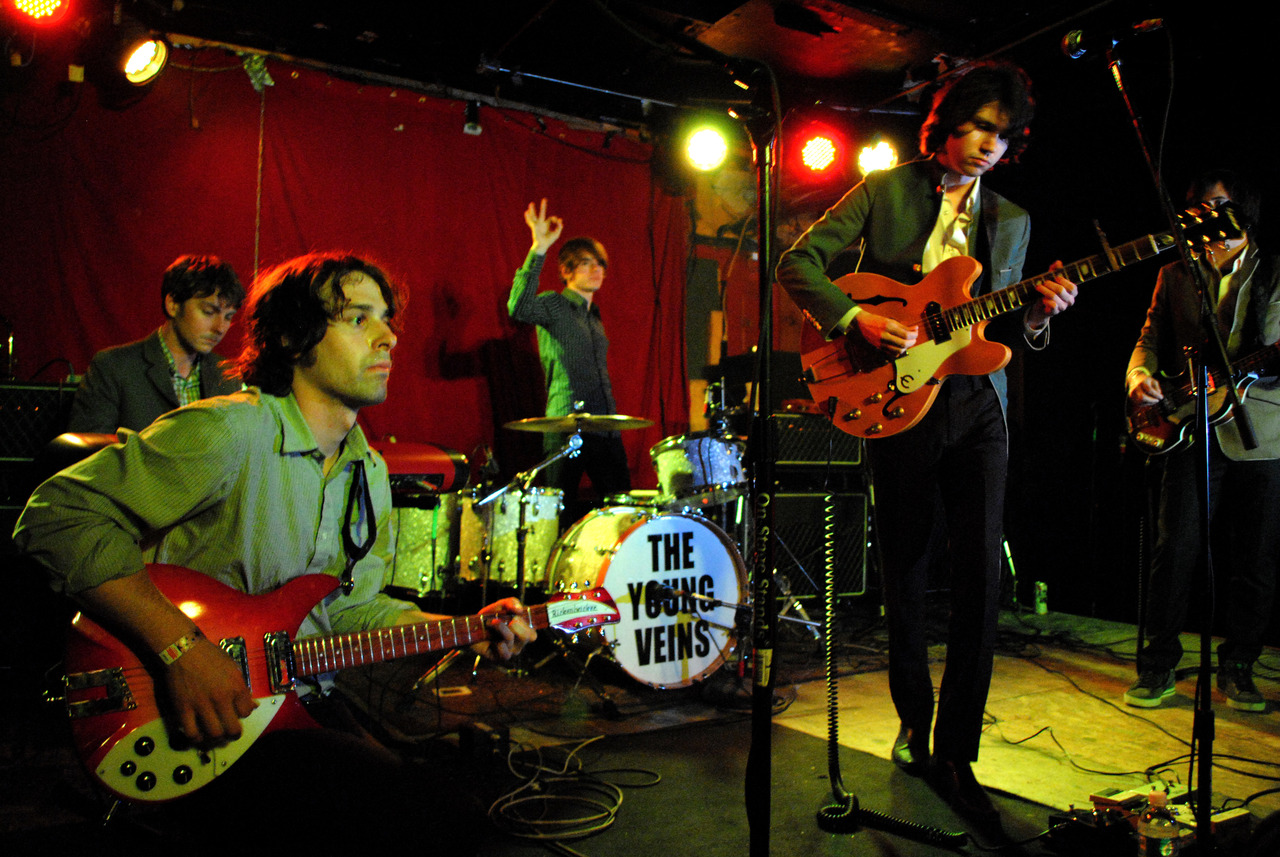
ذا يونغ فينز يعزفون بجاكسونفيل في 27 مارس 2010.

علق روس في مقابلة مع إم تي في يوم 15 يوليوز 2009 على الصوت الجديد للفرقة قائلا «إنه صوت ثقيل مشابه لموسيقى فرق المستوذع القديمة مثل»ذا كيكنز«. الأغاني أسرع وأقصر من المعتاد، وأظن أنها تميل إلى»الروك آند رول«أكثر من الموسيقى الهادئة». ذكر أيضا أنه غالبا لن تكون هنالك مقاطع أوركسترا بالألبوم بخلاف «غريب. جدا.». يساعد أليكس غرينوالد من فانتوم بلانيت أعضاء الفرقة بالتسجيل بالإضافة إلى إريك رونيك عازف آلات المفاتيح بالجولات السابق لفرقة بانيك! آت ذا ديسكو. بعكس روس يريد وولكر أن يتحرر من عقده مع فيولد باي رامن لأنها «لا تبدو كالشركة المناسبة لهذا النوع من الموسيقى، وأظن أن الجميع في كلتا الجهتين يعلم ذلك، ومن ضمنهم جون جانيك (مدير شركة فيولد باي رامن). لكن معالجة الأمر استغرقت بعض الوقت».
في 16 أكتوبر صرح روس في مقابلة مع إم تي في بأن تسجيل ألبوم الفرقة الأول «خد إجازة!» قد اكتمل، وهم بصدد البحث عن شركة تسجيل لإصداره.
وقعت ذا يونغ فينز مع شركة «وان هافن ميوزيك» وصدر ألبومها الأول في 8 يونيو 2010. يوم 10 دجنبر 2010 دخلت الفرقة في عطلة.

### مشروع منفرد (2013–حاضر)
في سنة 2013 أصدر روس أسطوانة مطولة تجريبية غير معنونة ومكونة من أغنيتين بالإضافة إلى عدة أغان أخرى عبر صفحته الرسمية على ساوندكلاود. كتب في وصف الصفحة «اشكركم على الإنتظار. لقد عدت الآن».

## مشاريع أخرى
ظهر روس مع زملائه السابقين برندن يوري، سبينسر سميث، وجون وولكر في الفيديو الموسيقي لأغنية «كلوثز أوف!!» لفرقة «جيم كلاس هيروز». كما ظهر مع زملائه وعضوي فرقة فول آوت بوي باتريك ستامب و بيت وينتز في الفيديو الموسيقي لأغنية «وان أوف ذوز نايتس» لفرقة «ذا كاب».
في سنة 2011 ظهر اسم روس كمألف لأغنية «بالكاد ساحرات (منذ أن التقينا)» في ألبوم «عادات سيئة وفضائل» لفرقة بانيك! آت ذا ديسكو، فقد كتبت هذه الأغنية عندما كان روس و وولكر عضوين بالفرقة. سجل أيضا أغنية تحت عنوان «بطل سوبربول» مع آليكس غرينوالد و مايكل رونيون وكونوا فرقة جديدة سموها «رام» (اختصار ريان، آليكس، مايكل).
قام روس أيضا في خريف 2012 بالغناء الخلفي لأغنية «عالق بالحب» من الأسطوانة مطولة «وات ويل بي» لويليام بيكيت.
في سنة 2012 ساهم روس في تسجيل الأغنية المنفردة «بيتش بونز» لمور آمور.

## وصلات خارجية
- thisisryanross[1][2]على تويتر.
- ريان روس على موقع IMDb (الإنجليزية)
- ريان روس على موقع روتن توميتوز (الإنجليزية)
- ريان روس على موقع ميوزك برينز (الإنجليزية)
- ريان روس على موقع إن إن دي بي (الإنجليزية)
- ريان روس على موقع أول ميوزيك (الإنجليزية)
- ريان روس على موقع ديسكوغز (الإنجليزية)
- الموقع الرسمي ل«بانيك! آت ذا ديسكو»

1. ↑  MusicBrainz (بالإنجليزية), MetaBrainz Foundation, QID:Q14005
2. ↑  Discogs (بالإنجليزية), QID:Q504063